# Lowville
La ville de Lowville (en anglais [ˈlaʊvɪl]) est le siège du comté de Lewis, situé dans l'État de New York, aux États-Unis.

## Démographie
| Groupe            | Lowville | New York | États-Unis |
| ----------------- | -------- | -------- | ---------- |
| Blancs            | 96,5     | 66,8     | 72,4       |
| Afro-Américains   | 1,4      | 15,9     | 12,6       |
| Métis             | 0,8      | 3,0      | 2,9        |
| Autres            | 0,5      | 7,4      | 6,2        |
| Asiatiques        | 0,5      | 7,3      | 4,8        |
| Amérindiens       | 0,3      | 0,6      | 0,9        |
| Océaniens         | 0,2      | 0,1      | 0,2        |
| Total             | 100      | 100      | 100        |
|                   |          |          |            |
| Latino-Américains | 1,7      | 17,6     | 16,7       |

Selon l'American Community Survey, pour la période 2011-2015, 95,31 % de la population âgée de plus de 5 ans déclare parler l'anglais à la maison, 0,95 % déclare parler l'allemand, 0,83 % le thaï, 0,74 % le tagalog, 0,74 % le russe, 0,65 % le yiddish et 0,77 % une autre langue.